# 久西科赫纳
久西科赫纳（Jhusi Kohna），是印度北方邦安拉阿巴德县的一个城镇。总人口16309（2001年）。

## 人口
该地2001年总人口16309人，其中男性8848人，女性7461人；0—6岁人口1787人，其中男965人，女822人；识字率72.28%，其中男性为78.85%，女性为64.48%。